# Pax Hispanica
A Pax Hispanica, latim para "paz espanhola", refere-se a um período de 23 anos, (cerca de 1598-1621), quando a Espanha teve preponderância na Europa, após vários conflitos com o Reino da França, o Reino da Inglaterra e as Províncias Unidas Holandesas.
A paz foi alcançada por vários tratados:
- 1598: A Paz de Vervino terminou o envolvimento espanhol nas Guerras Religiosas na França. A Espanha estava em guerra com a França, com apenas breves pausas, desde a Segunda Guerra Italiana de 1499.
- 1604: O Tratado de Londres encerrou a Guerra Anglo-Espanhola, em termos amplamente favoráveis para a Espanha.
- 1609: A Trégua dos Doze Anos parou a luta na Holanda Espanhola.

A Espanha, principal grande potência, havia sido envolvida em conflitos com os holandeses desde o reinado de Felipe II.
Em 1579, os holandeses fundaram a União de Utreque , após a reconquista de muitos territórios nas províncias holandesas pertencentes à Espanha por Alessandro Farnese.
No ano seguinte, a Espanha obrigou uma união pessoal com o Reino de Portugal, criando assim a União Ibérica (1580-1640). Depois de capturar Oostende de Spinola, os holandeses continuaram a sua rebelião, finalmente alcançando a independência durante o reinado de Felipe III de Espanha.
Após isso, a Espanha conseguiu manter a paz na Europa por mais nove anos, quando a Trégua dos Doze Anos acabou.